# Non-paiement des pensions et des prestations sociales en Russie dans les années 1990

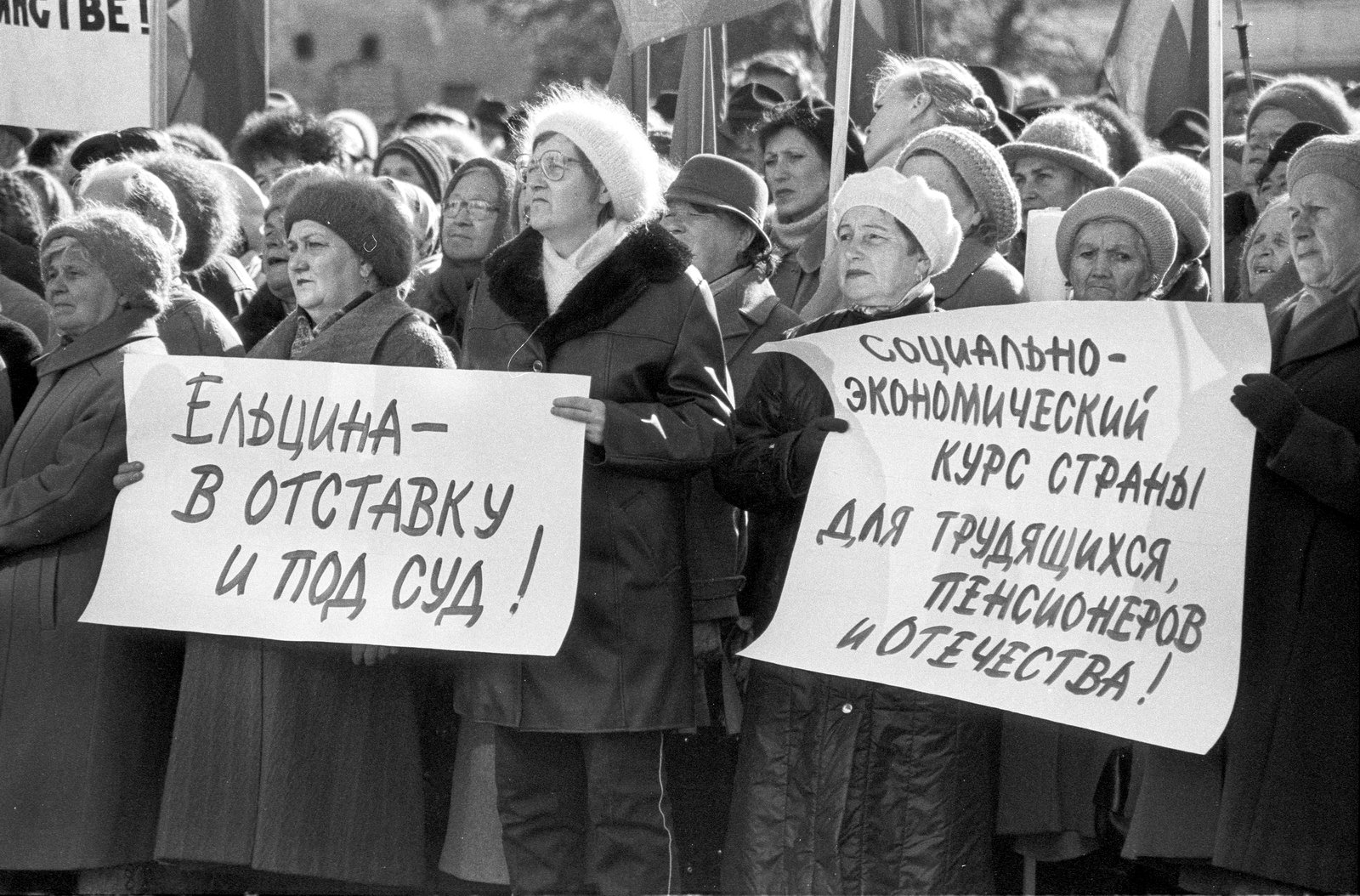
Une manifestation de retraités - 1998

Dans la période de réforme et de crise économique traversée par la Russie dans les années 1990, le non-paiement des pensions et des prestations sociales en Russie dans les années 1990 est devenu un phénomène de masse, de même que le retard dans le versement des salaires. 

## Origines
Début 1997, le montant des arriérés de pensions de retraite a atteint 17 milliards de roubles, celui des allocations familiales environ 10 milliards de roubles, et celui des prestations de chômage d'environ 2 milliards de roubles. 
Outre les retards de versements, le montant des pensions et des prestations sociales se situe à un montant inférieur au minimum vital, calculé en Russie sur la base d'un panier de consommation correspondant aux moyens de subsistance les plus nécessaires. Pour les retraités, la pension minimale baisse jusqu'à environ 44 % de ce minimum en 1999. Le niveau des allocations attachés aux enfants passe d'un niveau de l'ordre de 70 % du minimum vital en à 6 % en 1999.
Cette situation est liée à la crise économique et budgétaire que traverse la Russie. Le gouvernement se défausse sur les autorités régionales et locales, qui pallie la crise en organisant des cantines et secours d'urgence. Elle s'inscrit dans un contexte de réforme des retraites, hésitant notamment à introduire des régimes de capitalisation.

## Mouvement sociaux et autres réactions

### Manifestations de retraités
Dans la plupart des cas, les protestations se limitent à des piquets et des manifestations. Dans la ville de Tver, la voie ferrée Moscou Saint-Pétersbourg est bloquée. A Kimry, les retraités, s'en prennent avec fourches et des bâtons à des fonctionnaires et bloque le pont sur la Volga. A Rostov sur le Don, des retraités occupent le ministère de la protection sociale, aux cris de « Vous ne nous défendez pas ! Nous n'aurons pas pitié de vous ! ». A Iochkar-Ola, les vitres du palais du Gouverneur sont brisées, sans plus d'incident. 

### Les protestations des femmes
Des incidents impliquent aussi des femmes. A Iourga, en 1999, après plusieurs mois de non-versement des allocations familiales, plus l'annonce de leur paiement, des milliers de mères se présentent dans les services municipaux. Dans l'attente de leur ouverture, des femmes mettent le feu à des plantations et les forces de polices interviennent. 

### Suicides de personnes âgées
Le sociologue Leonid Abramovitch Gordon fait un lien entre l'extrême tension liée à la crise et au défaut de paiement des pensions et l'augmentation avérée des suicides de retraités.

### Critiques juridiques
Des avocats et des défenseurs des droits de l'homme considèrent que le non-paiement des pensions a constitué une violation grave des droits de l'homme, ou de la Constitution de la fédération de Russie. 

## Crédits de traduction
- (ru) Cet article est partiellement ou en totalité issu de l’article de Wikipédia en russe intitulé « Невыплаты пенсий и социальных пособий в России в 1990-е годы » (voir la liste des auteurs).